# Caleta de Fuste
Caleta de Fuste, parfois appelée Caleta de Fustes, El Castillo ou Costa Caleta, est une station balnéaire de la commune d'Antigua sur l'île de Fuerteventura, dans l'archipel espagnol des Canaries.

## Présentation
Avec Corralejo, Gran Tarajal, Costa Calma et Jandia - Morro Jable, Caleta de Fuste fait partie des stations touristiques les plus populaires de Fuerteventura.
Caleta de Fuste se situe sur la côte est à une dizaine de kilomètres au sud de Puerto del Rosario, la capitale de l'île. La proximité de l'aéroport situé entre Puerto del Rosario et la station peut parfois occasionner quelques nuisances sonores lors de l'atterrissage de certains avions.
La station de taille moyenne convient bien pour des séjours en famille. Elle est principalement fréquentée par des Britanniques mais aussi par beaucoup d'autres Européens. En 2011, Caleta de Fuste comptait 6 000 habitants.
La station se compose de quatre quartiers principaux.
- El Castillo est le quartier le plus ancien, bâti autour d'une ancienne tour de guet datée de 1743. Un port de plaisance et une belle plage de sable jaune bordent la station où hôtels, appartements, cafés, restaurants et commerces se succèdent autour de la Calle Delfin et du centre commercial en plein air El Castillo.
- De l'autre côté de la route nationale FV-2, un quartier plus récent s'élève autour du Paseo Peatonal Orchila. C'est au centre de ce quartier que se tient le marché hebdomadaire.
- Plus haut dans la montagne, se situe un nouveau quartier appelé Degollada de Montaña Blanca. Il est encore partiellement en construction.
- Au sud, la Urbanización est composée de grands hôtels avec golfs (Fuerteventura Golf Club et Golf Club Salinas de Antigua) et du centre commercial couvert Atlantico.

A deux kilomètres au nord, la petite station de Costa Antigua est formée de quelques hôtels et appartements.
A trois kilomètres au sud de la station, se trouvent les salines.

## Galerie

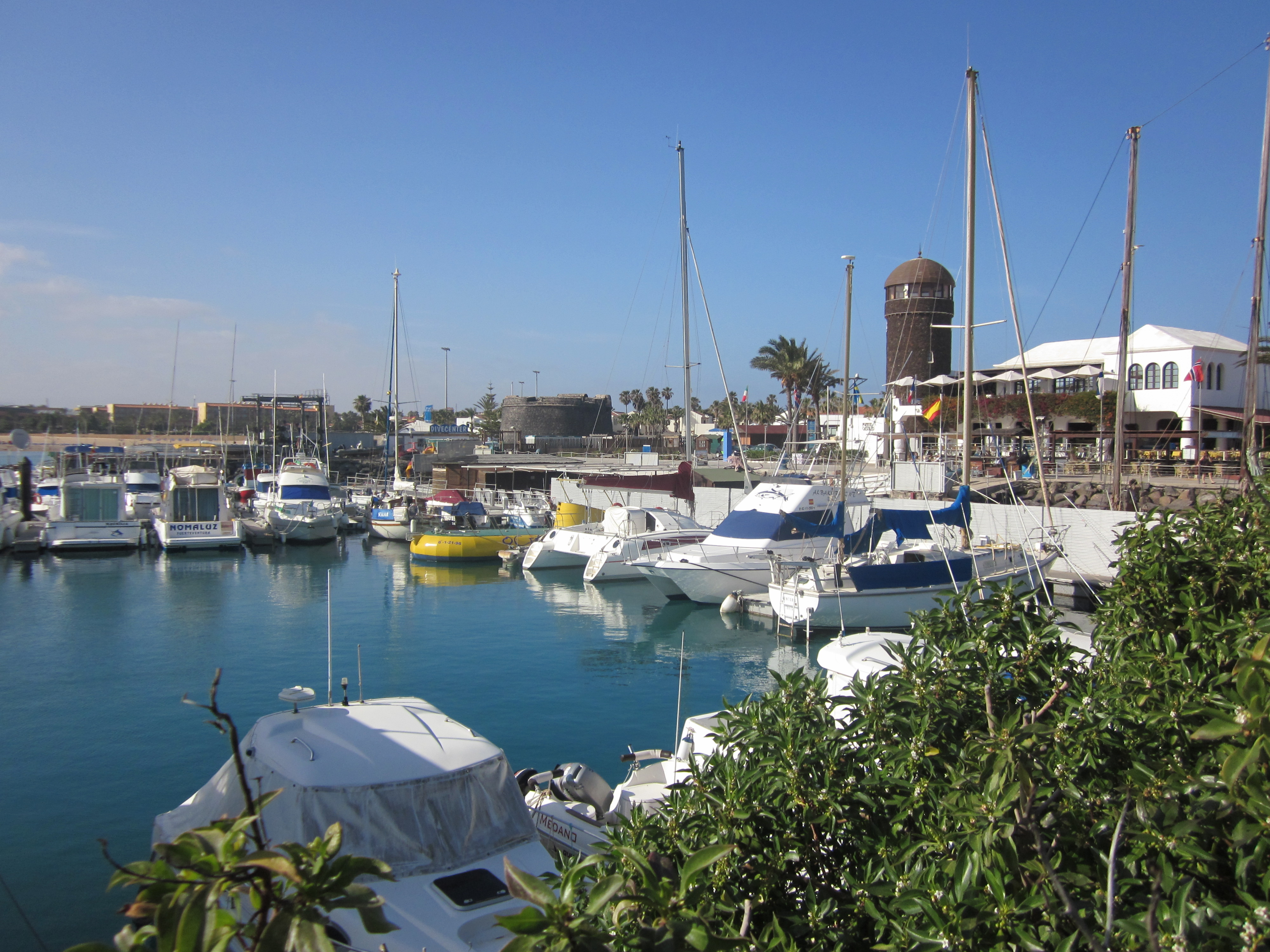
Le port de Caleta de Fuste.
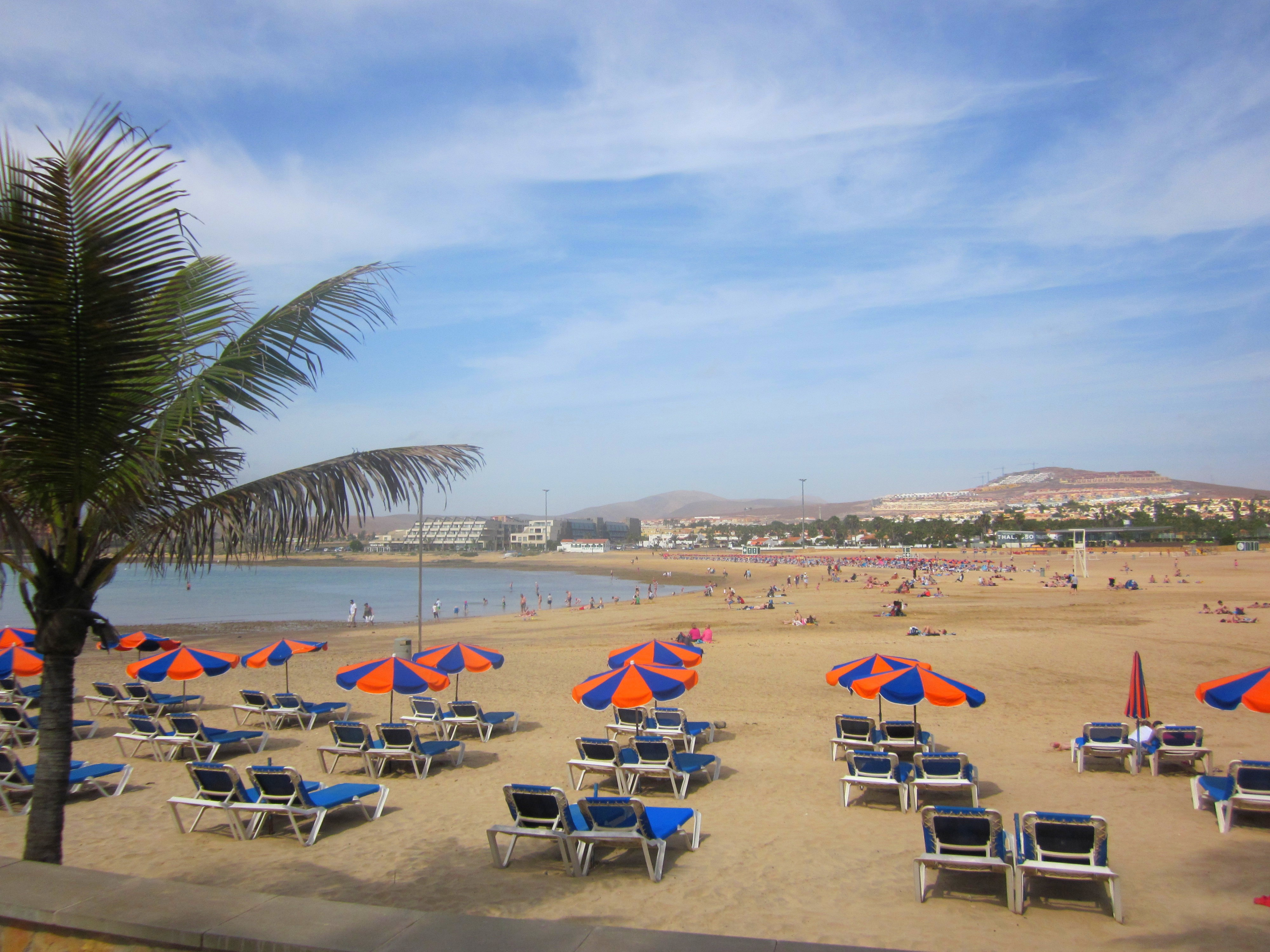
La plage.
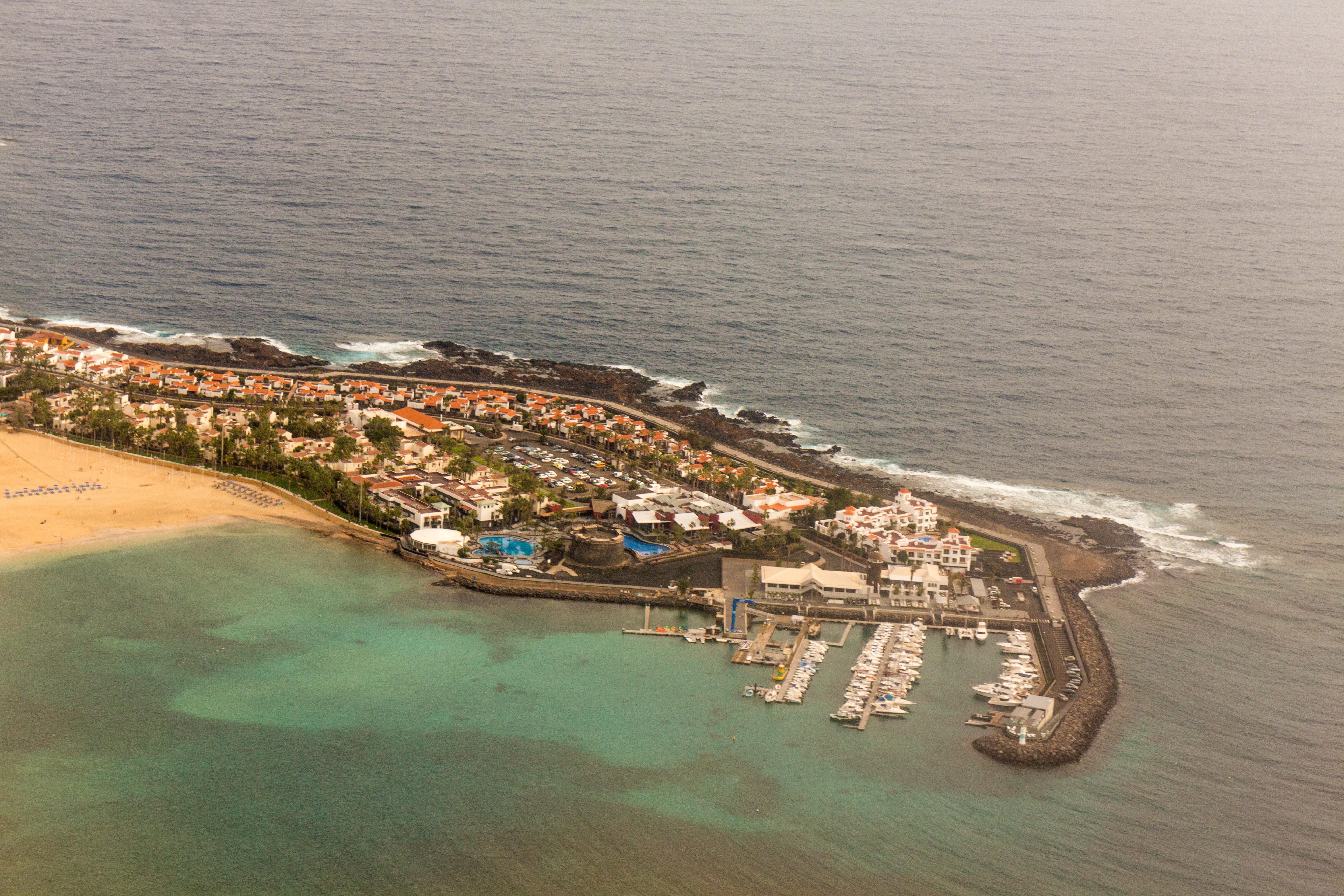
Le port de plaisance.